# Reguła Zajcewa
Reguła Zajcewa – reguła w chemii organicznej dotycząca reakcji eliminacji, w której powstają nowe wiązania podwójne węgiel−węgiel. 
Regułę tę sformułował jako pierwszy rosyjski chemik Aleksander Zajcew w 1875 r. Oryginalnie dotyczyła ona reakcji β-eliminacji alkoholi. Głosi ona:
W reakcjach eliminacji, w których powstaje wiązanie C=C, powstają zawsze w przewadze bardziej rozgałęzione izomery.
W przypadku reakcji eliminacji halogenowodorów (HX) z halogenków alkilowych, z reguły tej wynika, że jako produkt główny powstaje alken zawierający maksymalną liczbę grup alkilowych przy atomach węgla posiadających wiązanie podwójne.
Reguła ta obowiązuje dla reakcji zachodzących według mechanizmu dwucząsteczkowego (E2), o ile w substratach blisko powstającego wiązania podwójnego nie ma podstawników posiadających charakter silnie nukleofilowy oraz nie wchodzą w grę zjawiska zawady sterycznej.